# Världens äventyrare
Världens äventyrare är en bok om äventyrare och upptäcktsresande genom tiderna av den italienskfödde historikern Andrea De Portii och den svenske äventyraren Ola Skinnarmo. Boken är utgiven av Bokförlaget Max Ström. 

## Äventyrare som porträtteras i boken
- Richard Francis Burton och John Hanning Speke (som sökte efter Nilens källor)
- Ernest Doudart de Lagreé och Francis Garnier (Angkor Vat)
- David Livingstone (skotsk missionär och upptäcktsresande)
- Friedrich Gerhard Rohlfs
- Henry Morton Stanley (Afrikaskildrare)
- Timothy O'Sullivan (Vilda Västerns skildrare)
- Nikolaj Przjevalskij ("tsarens fotograf")
- Pierre Savorgnan de Brazza
- Teobert Maler
- John William Lindt
- Vittorio Bottego
- Fridtjof Nansen
- Vittorio Sella (alpinist och fotograf)
- Auguste Pavie
- Isabella Bird Bishop
- Jean-Baptiste Merchand ("från Kongo till Vita Nilen")
- Francis Younghusband
- Alfred Wegener (meteorolog och geofysiker som försökte undsätta en Grönlandsexpedition)
- Robert Peary
- Jean-Baptiste Charcot
- Sven Hedin (svensk upptäcktsresande, känd bland annat för sina resor till Centralasien)
- Roald Amundsen (förste människa vid sydpolen)
- Robert Falcon Scott
- Katherine Routledge (utforskade Påskön)
- Gertrude Bell
- Cândido Rondon och Theodore Roosevelt (utforskade regnskogen)
- Ernest Shackleton (känd för sina expeditioner till Antarktis)
- Ferdinand von Zeppelin och Hugo Eckener
- Howard Carter (utforskade konungarnas dal)
- Rosita Forbes
- Alexandra David-Neel
- André Citroën
- Charles Lindbergh (som flög ensam över Atlanten)
- Albert H. MacCarthy
- Umberto Nobile (flög över Nordpolen med Roald Amundsen och Lincoln Ellsworth)
- Aimone di Savoia (utforskade Karakorambergen)
- La Croisiere Jaune
- Ardito Desio (ökenäventyrare)
- Freya Stark
- Théodore Monod
- Hans Hass ("pionjär i fiskarnas värld")
- Maria Reiche (som försökte förstå Nazcakulturen)
- Edmund Hillary (den förste som besteg Mount Everest)
- Thor Heyerdahl (världskänd norsk upptäcktsresande)
- Jurij Gagarin (förste människan i rymden)
- Neil Armstrong (astronaut vid månfärden 1969)